# Estação de Marne-la-Vallée - Chessy
A Estação de Marne-la-Vallée - Chessy é uma estação ferroviária francesa localizada no território da comuna de Chessy, no departamento de Sena e Marne, na região da Ilha de França.
É uma estação compartilhada pela RATP e pela SNCF, que a chamam respectivamente de Marne-la-Vallée Chessy - Parcs Disneyland e Marne-la-Vallée Chessy. Ela é servida por trens da linha A do RER, por trens da LGV Interconnexion Est (o TGV inOui e Ouigo, o Thalys e o Eurostar), bem como por dois terminais rodoviários.
Está localizado no coração do complexo turístico e urbano da Disneyland Paris que reúne, perto da estação, dois parques de diversões — o Parc Disneyland, o Disney Village, o parque de estacionamento de visitantes da Disney, bem como dois parques de estacionamento de vários andares (EFFIA a norte e Indigo a sul).

## Situação ferroviária
Estabelecida a uma altitude de 117 metros, em uma trincheira no coração da Disneyland Paris, a estação de Marne-la-Vallée - Chessy está localizada no ponto quilométrico (PK) 31,319 da conexão de interconexão norte-sul (LGV), da qual constitui a segunda paragem depois da Estação de Aéroport Charles-de-Gaulle 2 TGV. Também está no PK 59,079 da linha A do RER, do qual é o terminal do ramal Marne-la-Vallée (A4), depois da Estação de Val d'Europe.

## História
Como parte da LGV Interconnexion Est, a estação de TGV foi a primeira a estar no território de Melun-Sénart. Mencionado no dossier ministerial, foi posteriormente retirado. O acordo entre a Disney e a França, assinado em 1987, prevê uma reserva de terreno para esse fim, dentro do perímetro do complexo de lazer. Em janeiro de 1989, sua realização foi objeto de um acordo entre a SNCF e a Euro Disney. A empresa contribuiu com 38,1 milhões de euros para o financiamento da estação, que ascendeu a 126,5 milhões de euros.
A estação Marne-la-Vallée - Chessy foi inaugurada em 1 de abril de 1992, para a estação RER, e 29 de maio de 1994, para a estação de TGV, com o objetivo de apoiar o desenvolvimento da ville nouvelle de Marne-la-Vallée, proporcionando acesso aos parques temáticos do complexo Disneyland Paris (Parc Disneyland e Parc Walt Disney Studios). Leva o nome da ville nouvelle de Marne-la-Vallée e de uma comuna que faz parte desta última, no setor 4 do Val d'Europe, Chessy.
Um estudo da SNCF concluiu que a estação seria a mais rentável do norte da França. O projeto tinha previsto 2,8 milhões de passageiros em 1996. Havia apenas 700 000 em 1996 e 1,5 milhões em 2000. Seu tráfego anual foi de 2,1 milhões de passageiros em 2006, 2,3 milhões de passageiros em 2007 e 2,6 milhões de passageiros em 2008.
Desde 4 de fevereiro de 2008, a estação é melhor servida pelo RER fora do horário de pico, com um trem a cada 10 min, em vez de 20 min antes.
A estação rodoviária norte foi criada ao mesmo tempo que a estação ferroviária. A estação rodoviária sul foi inaugurada em 1 de julho de 2019, com o objetivo de aliviar o congestionamento na estação norte. Nesta data, um novo acesso à estação RER também foi aberto.
Em 2019, segundo estimativas da RATP, 6 091 127 passageiros entraram na estação da linha A do RER.
Também em 2019, segundo estimativas da SNCF, a frequência anual da estação de TGV é de 5 442 426 passageiros.

## Serviço aos passageiros

### Ligação
Marne-la-Vallée - Chessy é servida pelos trens da linha A do RER que percorrem o ramal A4, do qual ela é o terminal, bem como pelos TGVs usando a LGV Interconnexion Est. A estação RER pertence à RATP, enquanto que a estação TGV pertence à SNCF (edifício) e à SNCF Réseau (plataformas e vias).

#### Linha A do RER

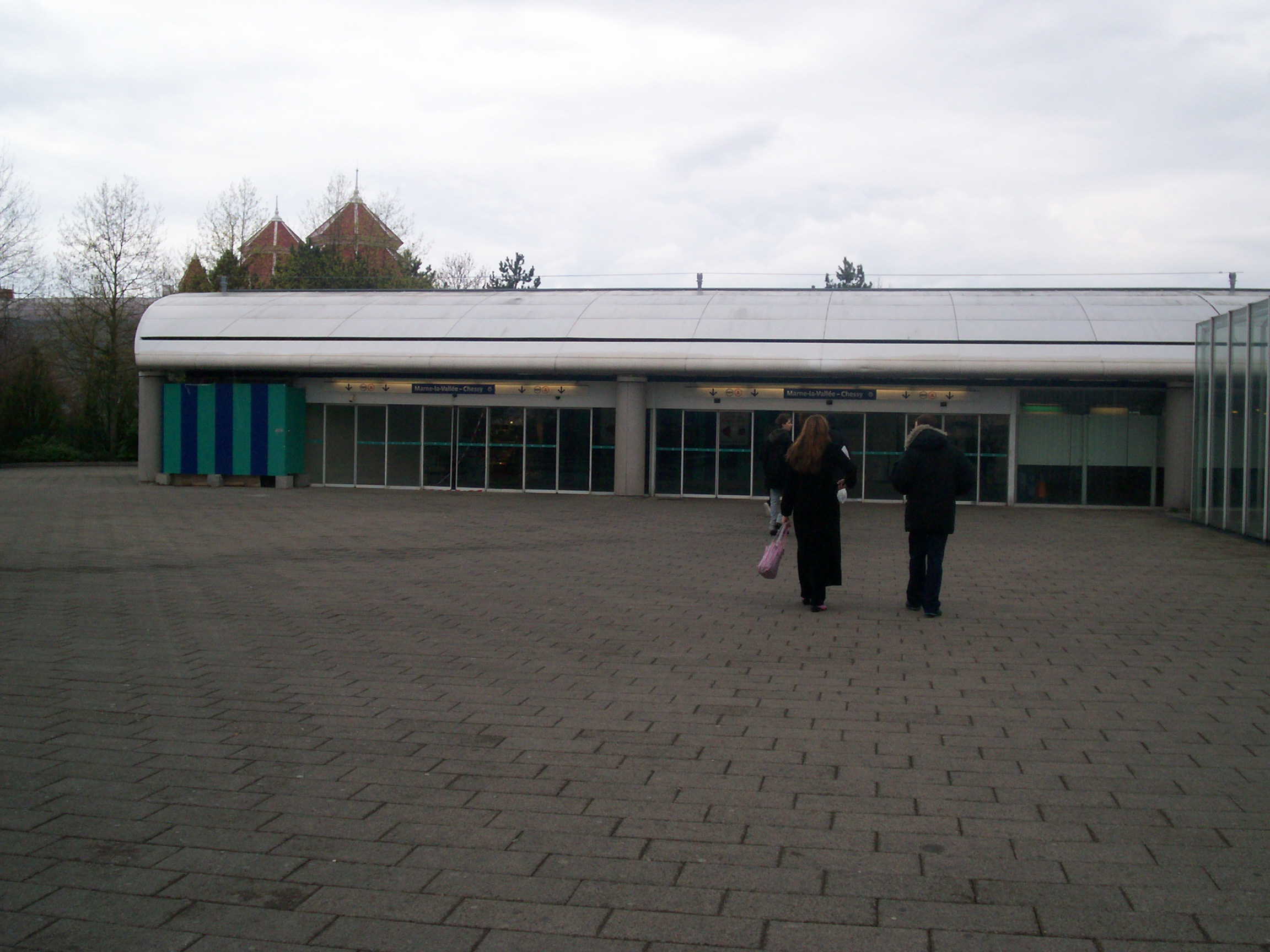
Edifício de passageiros da estação do RER A.

A estação da RATP é atendida diariamente (por sentido), tanto na partida quanto na chegada, com um trem a cada dez minutos fora do horário de pico, de segunda a domingo, e de seis a doze trens por hora no horário de pico. É servido todos os dias, à noite, por dois a quatro trens por hora.

#### Rede TGV

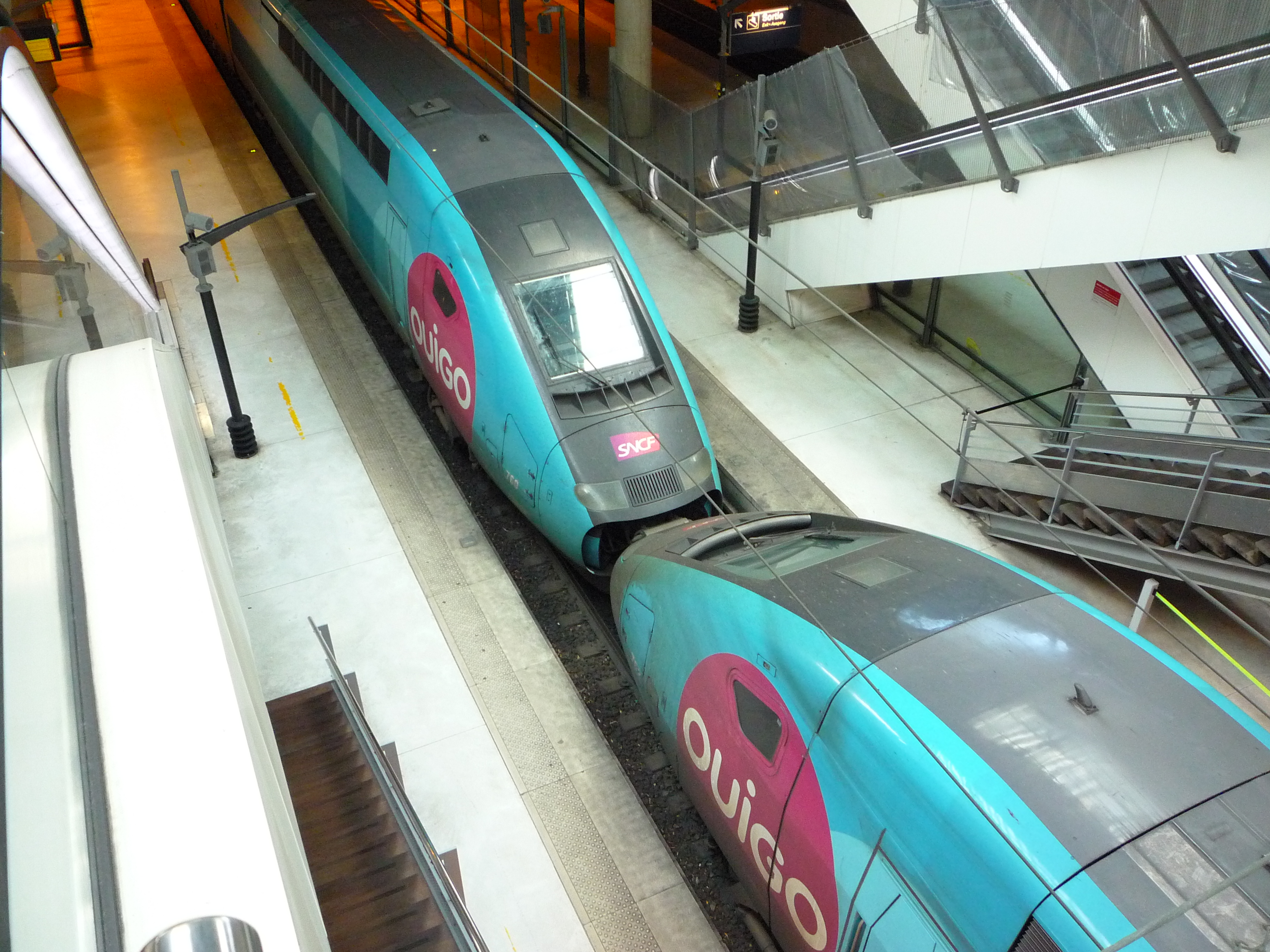
Ouigo TGV treina na plataforma.

A estação de TGV é servida pelos TGVs província-província, bem como Thalys e Eurostar (permitindo que viajantes de outros países acessem os parques Disney). As principais estações ou cidades servidas são: Amsterdam, Roterdam, Antuérpia, Bruxelas, Londres-Saint-Pancras, Angolema, Avinhão, Bordéus, Laval, Lille, Lyon, Marselha, Nantes, Montpellier, Nîmes, Poitiers, Rennes, Saint-Pierre-des-Corps (Tours) e Estrasburgo.
A clientela da estação é de 55 % turística (Disneyland Paris) e de 45 % regional. Antes do lançamento do LGV Est, o uso como estação de conexão do TGV era marginal. Inaugurado em 10 de junho de 2007, o TGV Est também serve a estação, a fim de fornecer conexões para Estrasburgo – Bordéus, Estrasburgo – Rennes e Estrasburgo – Nantes.
A Estação do Aeroporto Charles-de-Gaulle 2 TGV fica a 10 minutos de TGV. No entanto, a acessibilidade ao aeroporto ainda é considerada medíocre, sendo as ligações de TGV caras (a partir de 17 euros em tempos normais em 2012) e pouco conhecidas.
Desde 2 de abril de 2013, a estação é servida pela oferta de TGV de baixo custo "Ouigo", oferecendo conexões para Lyon, de março deeille-Saint-Charles e Montpellier-Saint-Roch. Entre 2015 e 2018, são adicionados destinos como Lille-Flandres / Tourcoing e Bordeaux-Saint-Jean. Marne-la-Vallée - Chessy é assim uma das principais estações da rede Ouigo (as correspondências podem ser feitas entre as várias ligações que lhe dizem respeito).

### Intermodalidade

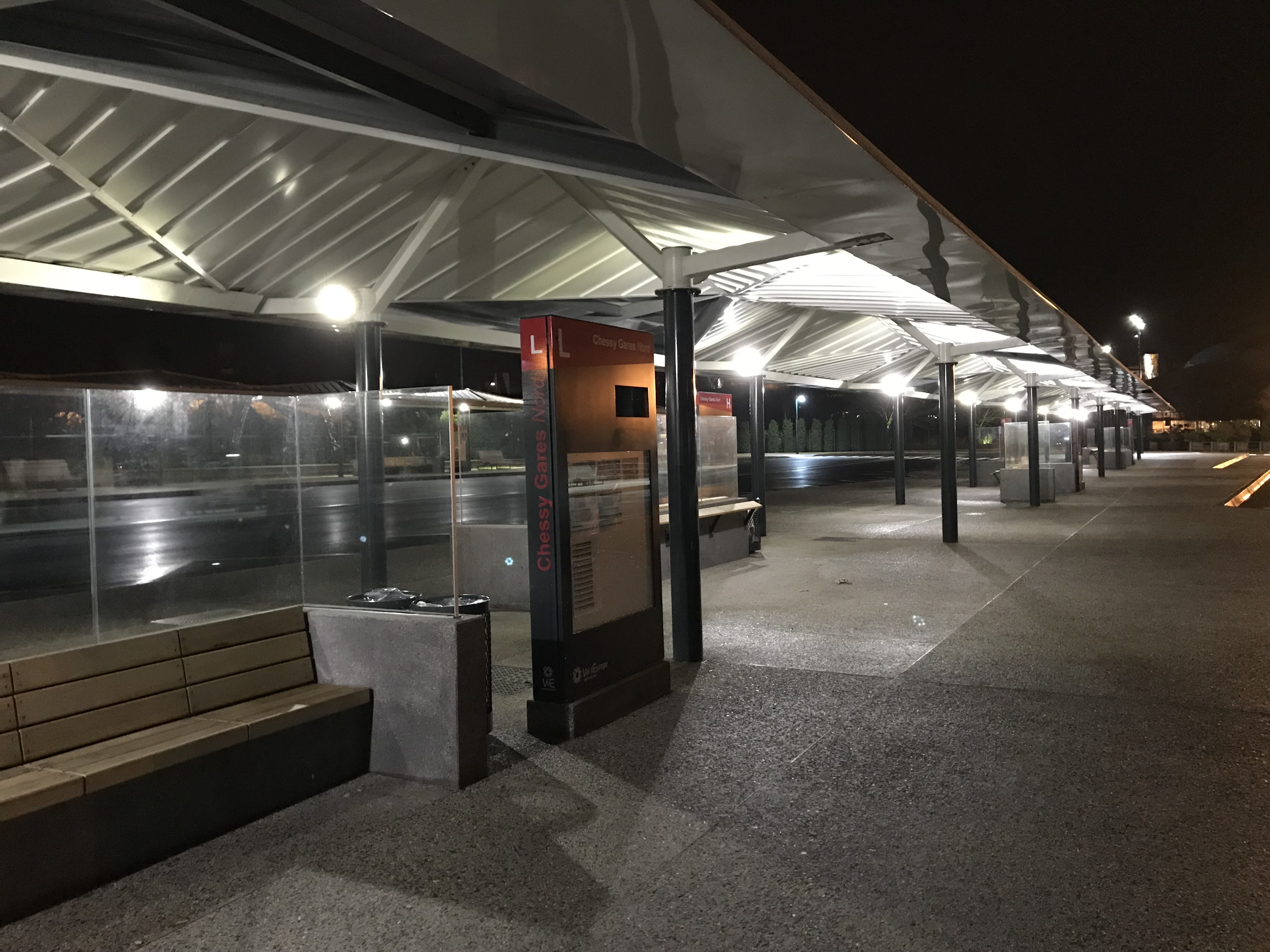
O terminal rodoviário norte.

A estação é servida por muitas linhas de ônibus e ônibus, graças a dois terminal rodoviário (norte e sul).
O terminal rodoviário norte, com 19 plataformas, é servida por:
- linhas 06, 23, 24, 34, 35, 43, 57 e a linha de transporte sob demanda da rede de ônibus Marne-la-Vallée;
- linhas 12 e 59 da rede de ônibus Brie e 2 Morin;
- as linhas Magical Shuttle da rede de traslados Disneyland Paris;
- os traslados Hotéis Disneyland (localizados em Coupvray, Magny-le-Hongre e Bailly-Romainvilliers);
- linhas N130 e N141 da rede de autocarros noturnos Noctilien.

Um estacionamento de vários andares da EFFIA está localizado no prédio da SNCF.
O terminal rodoviário sul, com 11 plataformas, é servida por:
- linha 47 da rede de ônibus de Marne-la-Vallée;
- linha 13 da rede de ônibus ProCars;
- linha 50 da rede de ônibus Seine-et-Marne Express;
- linha 19 da rede de ônibus Meaux et Ourcq;
- linhas 17, 38 e 62 da rede de ônibus Brie et 2 Morin;
- linha 17 da rede de ônibus Sol'R;
- linha N138 da rede de ônibus noturnos Noctilien;
- Traslados Disneyland Hotel (localizados em Chessy, Serris e Montévrain).

Um estacionamento de vários andares Indigo está localizado nas proximidades.